# Avies
Avies AS es una aerolínea con sede en Tallin, Estonia. Se fundó e inició sus operaciones en el año 1991, operando vuelos regulares de pasajeros y carga, vuelos chárter y taxi aéreo. Su principal base es el Aeropuerto de Tallin.

## Destinos
- Estonia
  - Tallin - Aeropuerto de Tallin
  - Kärdla - Aeropuerto de Kärdla

- Suecia
  - Pajala - Aeropuerto de Pajala
  - Sveg - Aeropuerto de Sveg
  - Luleå - Aeropuerto de Luleå
  - Estocolmo - Aeropuerto de Estocolmo-Arlanda
  - Torsby - Aeropuerto de Torsby
  - Mora - Aeropuerto de Mora
  - Hagfors - Aeropuerto de Hagfors